# Karel Lang
Karel Lang (* 9. června 1958, Přísnotice) je bývalý československý hokejový brankář.

## Hráčská kariéra
Je odchovancem brněnského hokeje, kterému byl věrný až do roku 1989, kdy se otevřely západní hranice. Výjimkou byly dva roky strávené na základní vojenské službě v Dukle Trenčín. Po roce 1989 chtěl si zahrát alespoň pár sezón v Německu, nakonec zde odchytal dva roky za Stuttgart a poté od roku 1992 do roku 2001 chytal nejvyšší soutěž DEL za Krefeld Pinguine.
V reprezentaci odehrál 42 zápasů, kromě účasti na MS 1981, 82 a 87 byl členem týmu na ZOH 1980 v Lake Placid a Kanadském poháru 1981.

## Trenérská kariéra
Od ledna 2006 trénoval v Duisburgu brankáře, od ledna 2008 se stal hlavním trenérem.

## Zajímavost
Na přání prezidenta klubu ve svých 48 letech nastoupil na necelou minutu do branky Duisburgu, čímž vytvořil rekord nejstaršího hráče.

Na stadioně v Brně a v Krefeldu visí jeho dres nad ledovou plochou.

## Soukromí
Je podruhé ženatý, manželka Petra, má syna Lukáše z prvního manželství, který také je hokejovým brankářem a dceru Karinu ze druhého vztahu (* 2003). Trvale žije v Kempenu.